# 巴里什
49°1′45″N 25°16′21″E / 49.02917°N 25.27250°E
巴里什（羅馬化：Barysh）是位於烏克蘭西部特諾皮爾州喬爾特基夫區的村莊，處於巴里什河畔，距離韋爾布亞廷和祖布雷茨1公里，始建於1454年，面積9.19平方公里，海拔高度343米，2014年人口2,257。